# Svoge
Svoge (in bulgaro Своге?) è un comune bulgaro situato nella Regione di Sofia di 23 509 abitanti (dati 2009). La sede comunale è nella località omonima.

## Località
Il comune è formato dall'insieme delle seguenti località:
- Svoge (sede comunale)
- Bakjovo
- Batulija
- Bov
- Bov (stazione)
- Breze
- Brezovdol
- Bukovec
- Cerecel
- Cerovo
- Dobărčin
- Dobravica
- Druževo
- Elenov dol
- Gabrovnica
- Gubislav
- Iskrec
- Jablanica
- Lakatnik
- Lakatnik (stazione)
- Levište
- Leskovdol
- Lukovo
- Manastirište
- Milanovo
- Ogoja
- Opletnja
- Osenovlag
- Rebrovo
- Redina
- Svidnja
- Tompsăn
- Vlado Tričkov
- Zanoge
- Zasele
- Zavidovci
- Želen
- Zimevica